# Bulk-Terminal

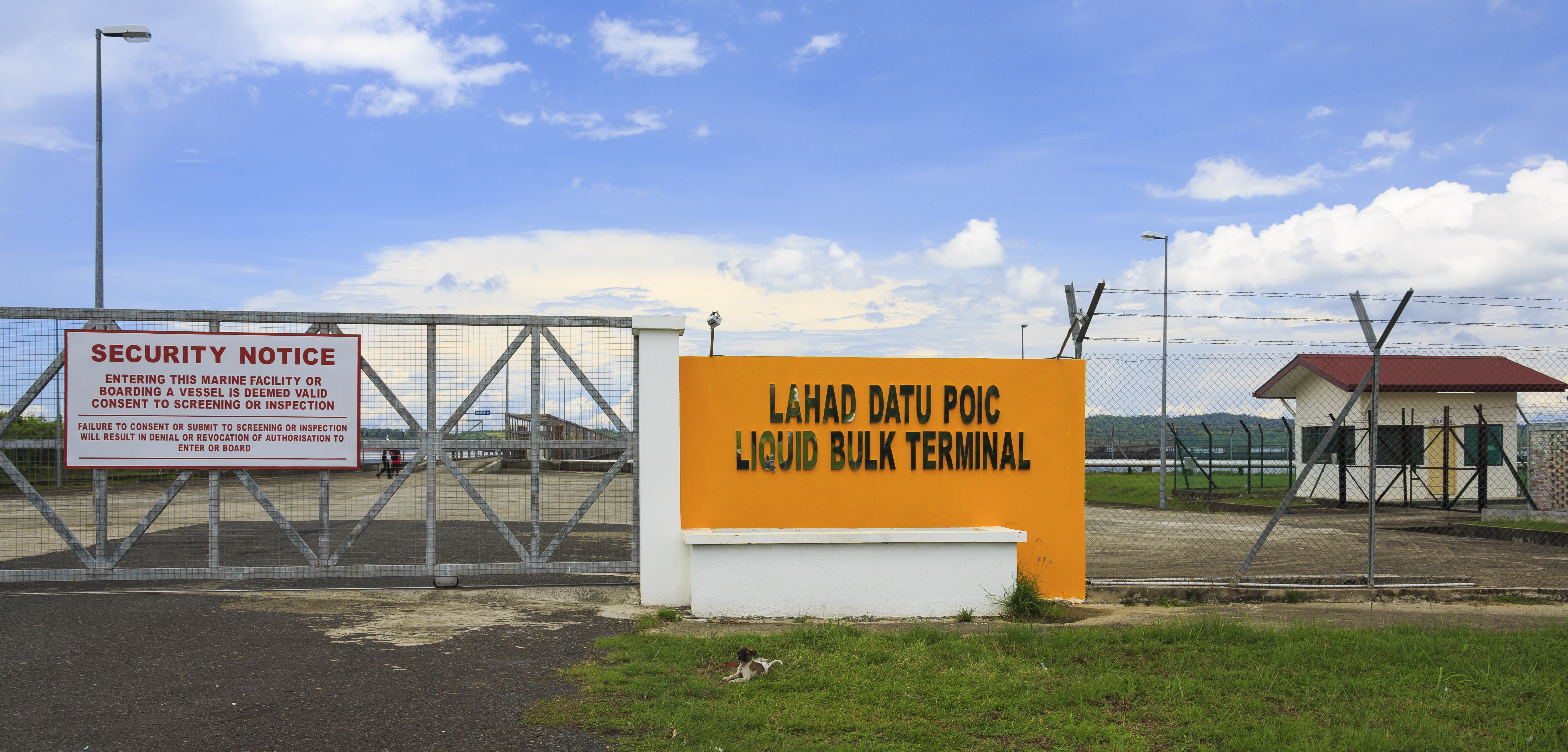
Liquid Bulk Terminal für Flüssiggüter (hier: Palmöl)

Ein Bulk-Terminal ist ein Teil eines Hafens, in dem Massengüter umgeschlagen werden. Terminals für Schüttgüter werden auch Dry Bulk Terminals genannt.
Die Ausstattung eines Bulk-Terminals ist auf das jeweilige Massengut abgestimmt. Dazu gehören Lagerkapazitäten und Verladetechnik, aber auch Bearbeitungsanlagen wie Sieb- und Verpackungsanlagen.

## Beispiele
- Hansaport in Hamburg
- Bulk Terminal Wilhelmshaven